# Pacific Cup 2009 (rugby league)
El Pacific Cup 2009 fue la decimoprimera edición del torneo de rugby league para las selecciones más fuertes de Oceanía.
El torneo se disputó en Port Moresby, Papúa Nueva Guinea.

## Desarrollo

### Clasificación
| 17 de octubre de 2009 | Islas Cook | 22 - 20 | Samoa | Lloyd Robson Oval, Port Moresby |  |

### Semifinales
| 17 de octubre de 2009 | Islas Cook | 24 - 22 | Fiyi | Lloyd Robson Oval, Port Moresby |  |

| 25 de octubre de 2009 | Papúa Nueva Guinea | 44 - 14 | Tonga | Lloyd Robson Oval, Port Moresby |  |

### Tercer puesto
| 31 de octubre de 2009 | Fiyi | 26 - 16 | Tonga | Lloyd Robson Oval, Port Moresby |  |

### Final
| 1 de noviembre de 2009 | Papúa Nueva Guinea | 42 - 14 | Islas Cook | Lloyd Robson Oval, Port Moresby |  |